# Routage dynamique
Le routage dynamique ou routage adaptatif, est un processus au cours duquel un routeur transmet des données via différentes routes ou vers différentes destinations en fonction de l'état des circuits de communication dans un système.
Il existe sur les routeurs certaines applications qui permettent aux routeurs voisins de s'échanger de l'information quant à leur tables de routage ; ce sont les protocoles de routage.
Dans le routage statique, l'administrateur réseau doit informer (paramétrer) les routeurs pour leur donner des ordres de routage : sur quelle interface envoyer les datagrammes pour le réseau de destination d'adresse IP « X ». C'est une modification statique de la table de routage des routeurs. C'est long, fastidieux et pas très efficace et ne convient qu'à de petites structures.
Si la configuration du réseau change souvent pour des raisons diverses (incident, coupure, changement de matériel, surcharge), alors il faut, pour maintenir le routage dans de bonnes conditions, que chaque routeur adapte sa table de routage à la nouvelle configuration. Cela n'est possible qu'à travers un processus automatique. C'est le rôle des protocoles de routage dynamiques.

## Protocoles
- Protocole de routage à vecteur de distance RIP : Routing Information Protocol
- Protocole de routage à état de liens
- OSPF : Open Shortest Path First